# 松平康長
松平康長（日语：／ Matsudaira Yasunaga，1562年—1633年1月21日），又稱戶田康長（日语：／ Todashi Yasunaga），是日本戰國時代武將，江戶時代大名，德川氏家臣，戶田宗家第16代當主，獲賜姓松平氏，是為戶田松平氏家祖，歷任武藏東方藩主、上野白井藩主、下總古河藩主、常陸笠間藩主、上野高崎藩主和信濃松本藩主。家紋是松平氏的三葉葵和戶田氏的六曜紋。

## 生涯
虎千代作為戶田忠重的長子出生，乃三河國朝倉川南岸至半島渥美郡一帶的領主戶田氏嫡流。虎千代的叔父第15代當主戶田重貞戰死後，虎千代奉德川家康之命繼任家督。天正2年（1574年），虎千代元服，獲家康賜予偏諱「康」字，改名康長，並且迎娶家康的異父妹松姬，同時賜姓松平。
天正9年（1581年），康長在進攻武田氏領地遠江國的高天神城時，首次參與戰事，及後的天正12年（1584年），他在小牧、長久手之戰中跟從酒井忠次作戰，而在天正18年（1590年）爆發的小田原征伐中，康長則在上野國白井城與後北條氏交戰。同年，康長離開三河國渥美郡仁連木（現愛知縣豐橋市仁連木町），轉為跟隨移封關東地方的德川氏，領受武藏國東方1萬石。
在慶長5年（1600年）爆發的關原之戰中，康長與水野勝成聯手攻佔大垣城，康長憑此功績在慶長6年（1601年）賜封上野白井藩，翌年移封至下總古河藩。慶長10年（1605年）4月，他獲任命為從五位下丹波守（在寬永3年（1626年）升至從四位下）。慶長14年（1609年），他負責駐守於伏見城。慶長17年（1612年），康長移封至常陸笠間藩。其後，他在大坂之役兩度參戰，憑此功績在元和2年（1616年）增封至上野高崎藩5萬石。
元和3年（1617年），康長獲增封至信濃松本藩7萬石。
元和9年（1623年），康長成為德川家光的護衛，駐守於江戶城西之丸。寬永元年（1624年），康長病倒，但是不久康復，再度出仕，並且獲得德川秀忠和家光賜予茶壺霧崎和行光的短刀作為賀禮。
康長在松本藩內重新組織家臣團，並且建造城下町，同時興建屋敷讓徒士和足輕一同居住，此外還將豪族較多的信濃的地方知行廢除，改行藏米制。另外，他將藩內領地劃分為15組行政區。寬永3年（1626年）開始，康長花了總共5年時間執行惣檢地，從而將中世紀以來各鄉的大村改建為200石至400石左右規模的小型行政村。
寬永9年（1632年），康長臨終前，家光曾經派遣侍醫野間玄澤前往松本替其診察。原本，康長計劃以信濃池田城作為自己的隱居地，但是在同年12月於松本死去，由三子松平庸直繼任家督。現在，康長作為松本神社以及北海道的兩龍神社的祭神，受到供奉，其中兩龍神社是在明治時代經營華族組合農場，他的子孫戶田康泰子爵建立。

## 個人
康長由於為人誠實穩重，深得家康、秀忠和家光三代的信任。他在家康於三河時代期間，立下戰功無數，卻從不向家康邀功，家臣也有微言希望康長能夠主動一些，但是康長卻說：「功績應該是由他人轉述，自吹自擂實在是太難看」（武功とは人の申すものにて自分より吹聴いたすは甚だ見苦しきこと），完全無意邀功。
康長的為人亦得到陸奧仙台藩主伊達政宗的信賴，兩人可謂無所不談的摰友。他亦經常放下身段，與促膝長談，廢寢忘餐地談論有關藩政和武藝等各式各樣的事情。